# Kroksjön (Hillareds socken, Västergötland, 639694-134047)
Kroksjön är en sjö i Svenljunga kommun i Västergötland och ingår i Ätrans huvudavrinningsområde.